# Stefan Posch
Stefan Posch (ur. 14 maja 1997 w Judenburgu) – austriacki piłkarz grający na pozycji obrońcy we włoskim klubie Bologna oraz w reprezentacji Austrii.

## Życiorys
W czasach juniorskich trenował w następujących klubach: Tus Kraubath, DSV Leoben, Grazer AK, AKA HIB Liebenau, Sturm Graz, Admira Wacker Mödling i TSG 1899 Hoffenheim. W latach 2014–2015 był zawodnikiem rezerw Admiry Wacker. W latach 2016–2017 grał rezerwach Hoffenheim. Przed rozpoczęciem sezonu 2017/2018 dołączył do pierwszego zespołu. W Bundeslidze zadebiutował 14 października 2017 w zremisowanym 2:2 meczu z FC Augsburg. Od 1 września 2022 do 30 czerwca 2023 przebywał na wypożyczeniu we włoskim Bologna FC 1909, po czym został przez niego wykupiony.